# 李懌
李 懌（り えき、生没年不詳）は、唐の皇族。

## 生涯
憲宗の十一男。生母は不詳。長慶元年3月22日（821年4月27日）、三兄の穆宗より婺王に封じられた。史書にはその後の李懌に関する記述が見られず、以後の消息は不明である。長男の李清は新平郡王に封じられた。